# Cotati
Cotati è una città della Sonoma County, California, U.S.A., si trova a circa 45 km a nord di San Francisco sulla U.S. Route 101 tra Rohnert Park e Petaluma.
La popolazione di Cotati stimata nel 2006 era di 7 170 abitanti,, ciò la rende la provincia più piccola della Sonoma County.
Come tutta la Sonoma County, Cotati appartiene sia alla San Francisco Bay Area che al Redwood Empire. Localizzata sulla Sonoma Coast AVA, Cotati può anche essere considerata parte della Wine Country. La E & J Gallo Winery possiede un'azienda di viticoltura chiamata Two Rock Vineyard sulle colline a ovest della città.
La piazza esagonale del centro di Cotati è una delle due sole di questo tipo negli Stati Uniti ed è elencata al numero 879 nella California Historical Landmark.
L'altra città americana con una piazza esagonale è Detroit nel Michigan.

## Infrastrutture e trasporti
La città di Cotati è servita da un'omonima stazione ferroviaria, inaugurata il 29 giugno 2017, che è servita dai treni del servizio ferroviario suburbano Sonoma-Marin Area Rail Transit.